# しゃぼん玉 (テレビドラマ)
『しゃぼん玉』（しゃぼんだま）は、1991年10月10日から12月19日までフジテレビ系列「木曜劇場」枠で放送された東映制作のテレビドラマ。主演は長渕剛。

## あらすじ
権力を嫌い、弱い立場の人間に愛情を注ぐ元ゴロツキの医師、矢島鉄平。西新宿に診療所を構え、街の人々の診療や弟分の中村三郎や平野丈次の面倒をみつつ過ごしていたが、「西新宿再開発計画」と称した滝口地所（暴力団・銀龍会）による卑劣な地上げが横行し始め、診療所のあるビルもターゲットになっていた。
バーリントン証券に属するフリーディーラー・朝倉秀之を交えた西新宿再開発計画。すべてはある政治家の欲が絡んだ計画であった。西新宿を愛する矢島は行き場のない人々や仲間の為に「権力」に立ち向かう。

## 概要
- 横浜市にある放送ライブラリーでは、第一回「西新宿のチンピラ医者ポー」（1991年10月10日放送分）の閲覧が可能である[1]。

## キャスト
（出典：）
矢島 鉄平
演 - 長渕剛
「西新宿 矢島診療所」を開業している医師。通称ポー。過去に妻を病気で亡くし、人を本気で愛する事ができない。権力やお金でなんとかする事を嫌い、西新宿に住む弱者に愛情を注ぐ。
青山 涼子
演 - 清水美砂
バーリントン証券社員。フリーディーラーである朝倉と付き合っているが、ビジネスライクな彼に愛情不足を感じ、人情味のあるポーに惹かれていく。　
中村 三郎
演 - 哀川翔
西田モータースの自動車整備工。ポーと出会ったことがきっかけでチンピラから足を洗う。ポーの弟分的存在になり、矢島診療所に入り浸っている。通称サブ。西田モータース社長が自殺に追い込まれ会社が倒産したのち、ポーの紹介でラーメン屋で働きはじめる。涼子の友人に惚れている。　
西原 ゆかり
演 - 国生さゆり
コンビニ店員。「自分はスチュワーデス」と偽って成り行きでポーと一夜を過ごしてから、彼に積極的にアプローチを仕掛ける。　
山崎 昌弘
演 - 石倉三郎
警察官。矢島診療所に入り浸っている。通称やまさん。
安田 春男
演 - 山田辰夫
旭会という暴力団に所属するチンピラ。矢島診療所に入り浸っている。のちに銀龍会の膨張により足を洗いポーの助手として身の回りの世話をし始める。
北川 春美
演 - 伊藤美紀
矢島診療所の看護師。　
南条 英輔
演 - 山村聡（第七回 - 最終回）
政治家。自身の総理大臣再就任を狙い、西新宿再開発計画を企て、銀龍会・滝口や朝倉を利用し始める。　
辻 岩男
演 - 岡田英次
「居酒屋がんさんの店」の主人。ポーを立ち直らせ、父親代わりとして面倒をみる。元暴力団員で再開発による抗争により銀龍会に殺害される。　
辻 タエ
演 - 赤座美代子
岩男の妻。　
滝口 勇次
演 - 綿引勝彦
地上げ屋・滝口地所社長。のちに銀龍会会長となる。最終話で理容店で髭を剃っている際、殺し屋により銃撃され、南条の指示だということを悟り死亡。
平野 丈次
演 - 宮川一朗太
消費者金融勤務。矢島診療所に入り浸っている。通称ジョージ。　
矢島 よし子
演 - 畠田理恵
矢島鉄平の亡き妻。18歳の時にポーと知り合って結婚するが、その後癌で他界する。ポーはその後もよし子への思いを断ち切れないでいる。
朝倉 秀之
演 - 石田純一
バーリントン証券と業務契約している敏腕ディーラー。仕事ができる上、部下からの信頼も厚いが、仕事の為なら手段を選ばない冷酷な面も持ち合わせる。性格の対照的なポーとは対立が生まれるが、徐々に友情が芽生える。
競馬実況のアナウンサー
演 - 三宅正治（声の出演）
その他
浅岡達也（辻が収容された病院の医師）：古尾谷雅人（友情出演）、沢田正太郎（テレビディレクター）：西岡徳馬（特別出演）、浦野悦子：一色彩子、榊晃次（南条のボディーガード）：豊川悦司、大山五郎（バーリントン証券 社員）：菅田俊、平沼健介（銀龍会幹部）：寺島進、井田國彦（大山の部下）、渡辺祐子（涼子の友人）、花田（マル暴の刑事）：睦五朗、木村元、菅貫太郎、穂積隆信、及川ヒロオ、乾夕子：速水渓、西田（西田モータース 社長）：守屋俊志、平松千代子（駄菓子屋の店主）：茅島成美、陳（ラーメン店の店主）：横山あきお

## スタッフ
- 企画：前田和也、河野雄一
- 原案：長渕剛
- 脚本：大久保昌一良
- 演出：若松節朗、河野圭太
- プロデューサー：中曽根千治、手塚治
- 音楽：瀬尾一三
- 主題歌：長渕剛「しゃぼん玉」（東芝EMI）
- プロジェクトプロデューサー：渡邉光男
- 演出補：二宮浩行、高丸雅隆
- 技術協力：東通、ウェルアップ（現：ジェニック）
- 制作協力：共同テレビジョン、東映大泉ビデオスタジオ
- 制作：フジテレビ、東映

## 放送日程
| 話数                                                       | 放送日   | サブタイトル             | 演出     | 視聴率 |
| ---------------------------------------------------------- | -------- | ------------------------ | -------- | ------ |
| 第一回                                                     | 10月10日 | 西新宿のチンピラ医者ポー | 若松節朗 | 19.0%  |
| 第二回                                                     | 10月17日 | 男は純な野獣!!           | 若松節朗 | 24.9%  |
| 第三回                                                     | 10月24日 | 対決! 二人の男!!         | 河野圭太 | 20.3%  |
| 第四回                                                     | 10月31日 | あのころに戻りたい       | 若松節朗 | 22.8%  |
| 第五回                                                     | 11月07日 | 銭より大切なもの         | 河野圭太 | 20.3%  |
| 第六回                                                     | 11月14日 | 抱いてほしい…            | 若松節朗 | 19.6%  |
| 第七回                                                     | 11月21日 | 留置所の中のポー         | 河野圭太 | 19.8%  |
| 第八回                                                     | 11月28日 | 男なら愛を語るな         | 若松節朗 | 21.0%  |
| 第九回                                                     | 12月05日 | 死ぬな! オヤジ           | 河野圭太 | 18.6%  |
| 第十回                                                     | 12月12日 | 死んでも愛を貫け         | 若松節朗 | 21.6%  |
| 最終回                                                     | 12月19日 | 生きていくぞ!            | 若松節朗 | 24.1%  |
| 平均視聴率 21.1%（視聴率は関東地区・ビデオリサーチ社調べ） |          |                          |          |        |